# Бивши српски називи за насеља у Војводини
Ово је списак бивших или историјских назива употребљаваних у српском језику за насеља у Војводини. Списак укључује бивше називе постојећих насеља, као и некадашње називе бивших насеља.

## Бивши називи данашњих насеља
Данашњи назив — бивши назив:
- Адорјан — Надрљан
- Александрово — Банатско Александрово, Ливаде, Велике Ливаде
- Бачка Паланка — Паланка, Стара Паланка, Нова Паланка, Немачка Паланка
- Бачки Брестовац — Брестовац
- Бачки Грачац — Филипово, Филипово Село
- Бачки Јарак — Јарак
- Бачки Петровац — Петровац
- Бачки Виногради — Краљев Брег
- Бачко Добро Поље — Бачко Добро, Прибићевићево, Мали Кер
- Бачко Душаново — Душановац, Душаново
- Бачко Градиште — Фелдварац
- Банатска Дубица — Дубица, Маргитица, Мала Маргита
- Банатски Брестовац — Брестовац
- Банатски Двор — Банатски Душановац, Зварњак
- Банатски Карловац — Карлсдорф, Карољифалва, Нађи-Карољифалва, Карлздорф, Оца, Ранковићево, Банатско Ранковићево
- Банатско Велико Село — Велико Село, Шарлевил, Шарлевит, Солтур, Свети Хуберт
- Барице — Боровице, Свети Јован
- Бечеј — Стари Бечеј
- Богојево — Гомбош
- Будисава — Тиса Калманфалва
- Буковац — Буковица
- Бусење — Владичино Село
- Челарево — Чиб, Чеб, Бач-Чеб
- Чешко Село — Фабијан, Аблијан
- Деспотово — Деспот Свети Иван, Деспот Сент Иван, Василево, Васиљево
- Добричево — Добрићево
- Долово — Велико Долово, Мало Долово
- Дужине — Сеченово
- Ечка — Павловци, Павлово, Павлово Ечка
- Елемир — Српски Елемир, Горњи Елемир, Немачки Елемир
- Футог — Стари Футог, Нови Футог
- Гложан — Гложањ, Гложани
- Гудурица — Кутрица
- Гунарош — Гунараш
- Јаношик — Словачки Александровац
- Јаша Томић — Модош, Велики Модош, Мали Модош, Српски Модош, Немачки Модош
- Качарево — Краљевићево, Францфелд
- Кањижа — Стара Кањижа
- Кикинда — Велика Кикинда
- Кљајићево — Крњаја
- Книћанин — Книћаниново, Рудолфсгнад
- Ковачица — Анталфалва
- Ковиљ — Горњи Ковиљ, Доњи Ковиљ
- Крајишник — Шупљаја
- Крушчић — Вепровац
- Кула — Бачка Кула
- Купиник — Александров Гај
- Купиново — Купиник
- Лазарево — Лазарфелд
- Локве — Свети Михајло
- Ловћенац — Секић
- Лукићево — Мартиница, Маргитица, Жигмондфалва
- Маглић — Буљкес, Кези, Шавољ-Кези
- Мале Пијаце — Мала Пијаца
- Мали Иђош — Иђош
- Марковићево — Крива Бара
- Међа — Пардањ, Српски Пардањ, Тотовски Пардањ, Немачки Пардањ, Мађарски Пардањ, Нинчићево
- Младеново — Букин
- Неузина — Српска Неузина, Хрватска Неузина
- Нови Бечеј — Бечеј, Турски Бечеј
- Нови Кнежевац — Нова Кањижа, Турска Кањижа
- Нови Козарци — Хајфелд, Масторт
- Нови Козјак — Фердин
- Нови Сад — Рацка Варош, Петроварадински Шанац, током Другог светског рата: Ујвидек
- Ново Милошево — Банатско Милошево, Драгутиново, Беодра, Карлово, Белдер-Сег, Акача, Плевна, Бодра, Бодриа, Белдер
- Његошево — Његушево
- Опово — Опава
- Остојићево — Потиски Свети Никола
- Падина — Лајошфалва
- Пландиште — Велико Пландиште, Зичидорф, Морминта, Мариолана
- Пригревица — Пригревица Свети Иван
- Радојево — Кларија
- Ратково — Парабућ
- Равни Тополовац — Катарина
- Равно Село — Шове, Старе Шове, Нове Шове
- Сивац — Стари Сивац, Нови Сивац
- Србобран — Сентомаш
- Сремска Каменица — Каменица
- Сремска Митровица — Митровица
- Српска Црња — Црња, Немачка Црња
- Стража — Лагердорф
- Суботица — Сабатка
- Сутјеска — Сарча, Нова Сарча
- Томиславци — Орешковић
- Торак — Бегејци, Велики Торак, Мали Торак
- Торда — Вујићево
- Трешњевац — Сенћански Трешњевац, Узуновићево
- Утрине — Недићево
- Вишњићево — Грк
- Врбас — Стари Врбас, Нови Врбас
- Зимонић — Воја Зимонић
- Змајево — Пашићево, Стари Кер, Кер, Бачка Добра
- Зрењанин — Бечкерек, Велики Бечкерек, Петровград
- Житиште — Бегеј Свети Ђурађ

## Називи бивших насеља
- Алмаш, бивше насеље у Бачкој
- Алпар, бивше насеље у Бачкој
- Бело Поље, бивше насеље у Бачкој
- Црно Брдо, бивше насеље у Бачкој
- Молин, бивше насеље у Банату
- Терјан, бивше насеље у Банату

## Називи бивших насеља која су спојена са другим насељима
- Андријевци, данас део Арадца
- Банатски Душановац, данас део Банатског Двора
- Бикач или Велики Бикач, данас део Башаида
- Чарнојевићево, данас део Руског Села
- Крушевље, данас део Гакова
- Мала Ђала, данас део Хоргоша
- Мужља или Горња Мужља, данас део Зрењанина
- Обилићево, данас део Новог Кнежевца
- Русанда, данас део Меленаца
- Танкосићево, данас део Кисача
- Васиљево, данас део Хоргоша
- Војвода Бојовић, данас део Српске Црње
- Војловица, данас део Панчева
- Врањево, данас део Новог Бечеја